# CS Mystery

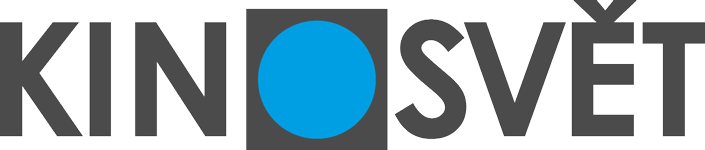
KinoSvět 2013–2019

CS Mystery je česká dokumentární televizní stanice. Její původní název, používaný do 30. listopadu 2019, byl KinoSvět. Provozuje ji Československá filmová společnost, s.r.o., kterou většinově vlastnil ostravský podnikatel Leoš Pohl. Jedná se o jeho první neplacený kanál, který je hrazen výhradně z reklamy. Od března 2019 je vlastníkem Slovenská produkčná s.r.o. ze slovenské mediální skupiny JOJ GROUP. 

## Program
Stanice je v provozu 24 hodin denně. Vysílá dokumenty o záhadách, starých civilizacích, paranormálních jevech, světě válek a zločinu, alternativní historii a cestování.

## Internet
V březnu 2013 byl zprovozněn na internetových stránkách stanice televizní portál Kinosvět s on-line archívem pořadů, televizním programem a články k vybraným pořadům. Společnost používá jako hlavní marketingový kanál stránky na Facebooku.

## Dostupnost
Stanice je volně dostupná v Multiplexu 24, jako jediná ze stanic provozovaných Československou filmovou společností, s.r.o., a není dostupná „živě“ na internetu (stav roku 2021). Stanici najdeme v placených satelitních platformách, kabelové a IPTV televizi. Některé pořady stanice je možné si přehrávat z archivu stanice přes internet v rámci placené služby FILMPOPULAR.